# Naturschutzgebiet Querbruch-Quellbereich
Das Naturschutzgebiet Querbruch-Quellbereich mit einer Größe von 6,79 ha liegt nördlich von Esshoff im Stadtgebiet von Brilon. Das Gebiet wurde 2008 mit dem Landschaftsplan Briloner Hochfläche durch den Hochsauerlandkreis als Naturschutzgebiet (NSG) ausgewiesen. Das NSG erstreckt sich bis zur Stadtgrenze von Olsberg.

## Gebietsbeschreibung
Beim NSG handelt es sich um bewaldeten Quellbereiche. Bei dem Wald handelt es sich um Bruchwälder. Dabei finden sich hauptsächlich Roterlenbrüche. Ferner finden sich auch Morrbirkenbrüche und auch Rotfichtenbereiche auf moorigen, torfmoosreichen Böden. Im NSG finden sich auch Nassbrachen, Feuchtheiden und Tümpel.
Im Gebiet kommen gefährdete Pflanzenarten vor. Laut der Datenbank der LANUV kommen Arten wie Acker-Witwenblume, Aufrechter Igelkolben, Bach-Spatenmoos, Bachbunge, Besenheide, Bitteres Schaumkraut, Brennender Hahnenfuß, Echtes Mädesüß, Echter Baldrian, Echtes Springkraut, Fuchssches Greiskraut, Färber-Ginster, Geflecktes Johanniskraut, Gegenblättriges Milzkraut, Gelbe Schwertlilie, Gewöhnlicher Gilbweiderich, Goldenes Frauenhaarmoos, Großer Wiesenknopf,  Hain-Gilbweiderich, Hain-Sternmiere, Harzer Labkraut, Heidelbeere, Kanadische Wasserpest, Kleine Bibernelle, Kleine Wasserlinse, Kriechender Hahnenfuß, Kuckucks-Lichtnelke, Moor-Birke, Moor-Labkraut, Rundblättrige Glockenblume, Schlangen-Knöterich, Schwimmendes Laichkraut, Schönes Frauenhaarmoos, Siebenstern, Sumpfdotterblume, Sumpf-Helmkraut, Sumpf-Labkraut, Sumpf-Schachtelhalm, Sumpf-Schafgarbe, Sumpf-Veilchen, Sumpf-Vergissmeinnicht, Teich-Schachtelhalm, Teufelsabbiss, Ufer-Wolfstrapp, Wald-Engelwurz, Wald-Schachtelhalm, Wasser-Minze und Wiesen-Flockenblume.

## Schutzzweck
Im NSG sollen diese bewaldeten Quellbereiche mit ihrem Arteninventar geschützt werden. Wie bei allen Naturschutzgebieten in Deutschland wurde in der Schutzausweisung darauf hingewiesen, dass das Gebiet „wegen der Seltenheit, besonderen Eigenart und Schönheit des Gebietes“ zum Naturschutzgebiet wurde. Der Landschaftsplan führt zum speziellen Schutzzweck auf: „Erhaltung und Optimierung eines bewaldeten Quellbereichs mit hohem ökologischem Standortpotenzial, das am Vorkommen unterschiedlich ausgeprägter Bruchwälder und Moor-Relikte mit typischem Arten- und Biotopinventar erkennbar, aber gefährdet ist; Schutz und Wiederherstellung von standortgerechten Laubholzbeständen zur Verbesserung der ökologischen Gesamtsituation und des Biotopverbundes mit NSG-Flächen im angrenzenden Landschaftsplan.“